# Калеб

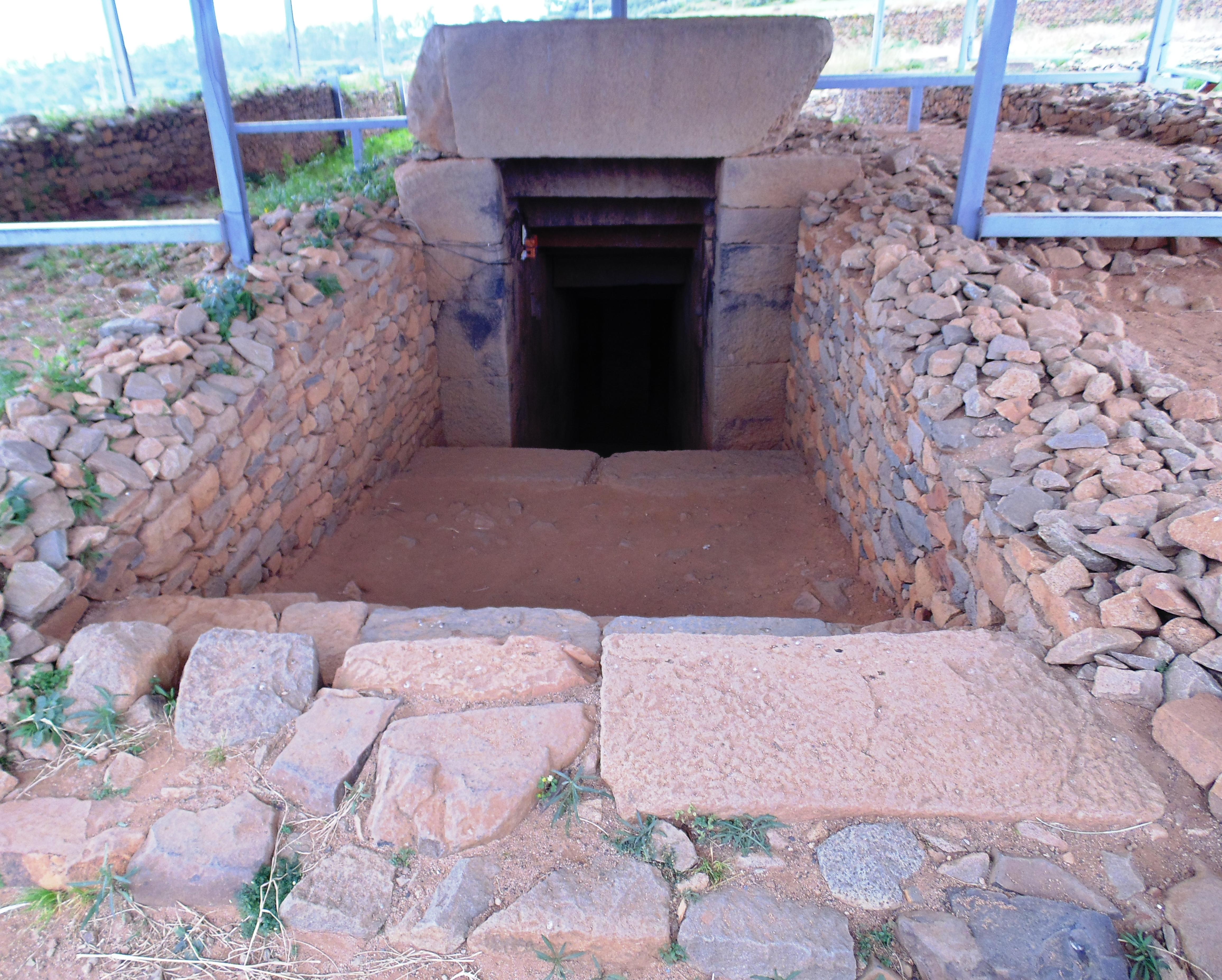
Руїни заміського палацу Калеба біля Аксума

Калеб (амх. ካሌብ, тронне ім'я — Елла-Асбиха (амх. እለ አጽብሐ), тобто Еллісфей) — цар Аксуму першої половини VI сторіччя (приблизні роки правління — 520—540), син Тазени, батько Гебре Мескеля.

## Життєпис
За часів Калеба Аксумська держава досягла найвищого піднесення, утвердивши свою владу по обидва боки Червоного моря — зокрема й у Ємені. Цього вдалося досягти завдяки союзу з Візантією. В першій військовій кампанії 521—522 років післі перших перемог аксуміти зрештою зазнали поразки від хим'ярського царя Зу Наваса. Нова кампанія 527 року була спішною — Зу Наваса переможено й на трон Хим'яру посаджено Сумуафа' Ашава', який визнав зверхність Аксуму. 
За переказами, Калеб близько 540 року зрікся престолу на користь сина Вазени й останні роки життя провів у монастирі Панталеон поблизу Аксума.